# Ibi II
Ibi II (fl. XVII secolo a.C.) è il nome attribuito ad un sovrano dell'antico Egitto inserito nella XIII dinastia.

## Biografia
L'esistenza di questo sovrano ci è nota solamente dal Canone Reale che risulta molto frammentario proprio nella parte che corrisponde alle fasi terminali della XIII dinastia.
Come altri regnanti coevi, questo sovrano di cui non conosciamo il nome esatto, dovrebbe aver regnato solamente su parte dell'Alto Egitto mentre il resto della Valle del Nilo era sotto il controllo dei sovrani della XV dinastia (hyksos) e dei loro tributari.

## Liste Reali
| N5 | HASH | t | H6 |

| N5 | HASH | t | H6 |

| N5 | HASH | t | H6 |

| N5 | HASH | t | H6 |

| N5 | HASH | t | H6 |

| N5 | HASH | t | H6 |

| N5 | HASH | t | H6 |

| N5 | HASH | t | H6 |

Nel Canone reale il cartiglio è seguito dal nome, o epiteto
| M17 | E8 | M17 | A3 |

ibi

## Cronologia
| Periodo                    | Dinastia | periodo di regno                             |
| Secondo periodo intermedio | XIII     | tra il 1660 a.C. ed il 1630 a.C. (± 50 anni) |

| predecessore: Wadjekha | Signore del Basso e dell'Alto Egitto | successore: Hor III |

| Dinastie contemporanee | Capitale |
| XIV                    | varie    |
| XV                     | Avaris   |
| XVI                    | varie    |